# Флаг сельского поселения Островецкое
Флаг сельского поселения Островецкое — официальный символ муниципального образования, утвержденный 23 августа 2007 года и внесенный в Государственный геральдический регистр Российской Федерации под номером 3687. Этот флаг составлен на основе герба поселения и соответствует традициям вексиллологии, отражая исторические, культурные и природные особенности региона.

### Описание флага
Флаг представляет собой прямоугольное полотнище с соотношением сторон 2:3. Вдоль нижнего края полотнища проходит голубая волнистая полоса, символизирующая реку Москву. В центре флага, непосредственно рядом с этой полосой, изображены элементы герба поселения: холм с графской короной, на котором растет дуб. Все элементы выполнены в жёлтых, оранжевых и белых цветах.

### Символика
Территория сельского поселения была заселена с древних времен, о чём свидетельствуют около 40 курганов XI—XIII веков, находящихся в районе между деревнями Островцы и Гнилушки (ныне — посёлок Октябрьский Люберецкого района). Название поселения происходит от слова «остров», обозначающего невысокий холм. Это же слово на флаге символизирует как название, так и бывшие курганы-могильники.
Графская корона и дуб на флаге отсылают к исторической принадлежности этих земель графу Шереметеву, в гербе которого присутствуют эти символы.
Дуб, как элемент символики, имеет несколько значений:
- Природная составляющая поселения.
- Символ стойкости, выносливости, долговечности и бессмертия.
- Образ физической силы, чести, мужества и независимости.

Голубая волнистая полоса символизирует реку Москву, через которую проходит территория поселения.
Белая кирпичная стена с зубцами напоминает зубцы Московского Кремля и отсылает к добыче «мячковского мрамора» на этих землях, который использовался при строительстве Кремля и благоустройстве Москвы.

### Цвета флага
- Красный цвет символизирует мужества, силы, труда и красоты.
- Жёлтый (золотой) — знак величия, богатства, урожая и высшей ценности.
- Белый (серебро) — символ чистоты, ясности, мудрости и примирения.
- Голубой — ассоциируется с возвышенными устремлениями, искренностью, преданностью и возрождением